# Dibamus
Dibamus é um género de lagarto sem pernas da família Dibamidae.

## Espécies
- Dibamus alfredi
- Dibamus bogadeki
- Dibamus booliati
- Dibamus bourreti
- Dibamus celebensis
- Dibamus dalaiensis Neang e al., 2011[1]
- Dibamus deharvengi
- Dibamus dezwaani
- Dibamus greeri
- Dibamus ingeri
- Dibamus kondaoensis
- Dibamus leucurus
- Dibamus montanus
- Dibamus nicobaricum
- Dibamus novaeguineae
- Dibamus seramensis
- Dibamus smithi
- Dibamus somsaki
- Dibamus taylori
- Dibamus tiomanensis
- Dibamus vorisi